# Flocklök
Flocklök (Allium subhirsutum) är en växtart i släktet lökar och familjen amaryllisväxter. Den beskrevs av Carl von Linné.

## Utbredning
Arten växer vilt kring Medelhavet; i södra Europa, Turkiet och Nordafrika. Den odlas även som prydnadsväxt och kryddväxt utomhus i andra delar av världen.

## Underarter
Arten delas in i följande underarter:
- A. s. obtusitepalum
- A. s. subhirsutum